# Solos (película de 2008)
Solos es una película de terror experimental chilena del año  2008 dirigida por Jorge Olguín, escrita por Carolina García y Olguín, y protagonizada por Camille Lynch, quien interpreta a una pequeña niña que intenta cruzar una tierra azotada por un apocalipsis zombi.

## Argumento
En un futuro indefinido, la tierra ha sido destruida por el hombre y el aire contaminado con un virus misterioso que convierte a los humanos en zombis. Solo unos pocos niños son inmunes a la enfermedad y se han adaptado a estas condiciones extremas y han sobrevivido.
Camille, una niña de nueve años, despierta y deambula por los páramos desolados, protegiéndose de los zombis y las fuerzas militares armadas que deambulan por la tierra matando a cualquiera que pueda estar infectado. 
Luego encuentra otros niños que, al igual que ella, tienen el sueño recurrente de ir al mar; esto se vuelve el objetivo de los niños, pero antes de que alcancen su paradero final deberán viajar a través de una ciudad en ruinas invadida por la violencia militar y los "infectados".

## Reparto
- Camille Lynch como Camille
- Karina Pizarro como la madre de Camille
- Cristóbal Barra como el niño
- Carolina Andrade como la niña

## Producción
Solos es la primera película chilena de zombis. Jorge Olguín la rodó mientras esperaba para iniciar su próximo proyecto, Caleuche: El llamado del mar, su primera película en inglés, Olguín grabó la película en siete días tras buscar actores de habla inglesa para Caleuche.

## Lanzamiento
Solos se estrenó en el Festival Internacional de Cine Fantástico de Bruselas el 7 de abril de 2008. Se estrenó en cines en Chile el 16 de octubre de 2008. Lionsgate Films la estrenó en DVD en Estados Unidos el 15 de mayo de 2012.